# 翁國楨
翁國楨（？—？），中國清朝武將官員，本籍福建。翁國楨於1710年（康熙49年）奉旨接替張國，於台灣地區擔任台灣北路營參將（營署設於諸羅）。而此官職是台灣清治時期此階段，受台灣鎮總兵制約的台南以北最高軍事將領。
| 前任： 張國 | 台灣北路營參將 1710年上任 | 繼任： 阮蔡文 |